# Devon Bostick
Devon Bostick, född 13 november 1991 i Toronto i Ontario, är en kanadensisk skådespelare.
Bostick har bland annat medverkat i TV-serierna The 100 (2014-2017) och FUBAR från 2023. Han har även medverkat i filmerna Okja från 2017 och Oppenheimer från 2023. Han är också välkänd för att spela rollen som Rodrick Heffley i filmatiseringarna av den populära bokserien Dagbok för alla mina fans av författaren Jeff Kinney.

## Filmografi (i urval)
- 2004: Godsend
- 2010: Dagbok för alla mina fans
- 2011: Dagbok för alla mina fans: Rodrick regerar
- 2012: Dagbok för alla mina fans: Usla utsikter
- 2014-2017: The 100
- 2017: Okja
- 2023: Oppenheimer
- 2023: FUBAR